# Tochōmae (métro de Tokyo)
Tochōmae (都庁前駅, Tochōmae-eki) est une station du métro de Tokyo sur la ligne Ōedo dans l'arrondissement de Shinjuku à Tokyo. Elle est exploitée par le Bureau des Transports de la Métropole de Tokyo (Toei).

## Situation sur le réseau
La station Tochōmae est située au début de la boucle de la ligne Ōedo, aux points kilométriques (PK) 0 et 28,6.

## Histoire
La station a été inaugurée le 19 décembre 1997.

## Services aux voyageurs

### Accès et accueil
La station est ouverte tous les jours. Elle se compose de 4 voies et 2 quais centraux.
En moyenne, 46 518 voyageurs ont fréquenté quotidiennement la station en 2015.

### Desserte
Ligne Ōedo :
- voie 1 : direction Roppongi (R)
- voie 2 : direction Iidabashi (I)

Plan des voies

- voie 3 : terminus en provenance d'Iidabashi
- voie 4 : direction Hikarigaoka (H)

## À proximité
- Siège du gouvernement métropolitain de Tokyo
- Parc central de Shinjuku
- Université Kogakuin
- Shinjuku Mitsui Building
- Shinjuku Sumitomo Building
- Shinjuku Center Building
- Shinjuku NS Building
- Keio Plaza Hotel